# Panmure House
Panmure House était une maison de campagne du XVIIe siècle dans la paroisse de Panbride, Angus, Scotland, 4 milles (6 km) au nord de Carnoustie. C'est le siège du Comte de Panmure. Elle est reconstruite au XIXe siècle et démolie en 1955.

## Histoire
Le domaine de Panmure arrive dans la famille Maule en 1224, et les vestiges du château de Panmure sont situés à proximité du site de la maison. Panmure House est conçue par le maître maçon du roi John Mylne, bien qu'il soit mort en 1667, avant qu'il ne soit achevé. Le client est George Maule, 2e comte de Panmure (1619-1671). A la mort de Mylne, les travaux sont poursuivis par Alexander Nisbet, un maçon d'Edimbourg, et l'intérieur est aménagé par James Bain, le forgeron du roi. Sir William Bruce est parfois crédité de la conception dans le passé, et il conseille apparemment le comte après la mort de Mylne, mais il ne conçoit que les portes et les piliers de la porte. Après la mort du 3e comte, son fils James, le 4e comte, ajoute les ailes. Le 4e comte est privé de ses titres et de ses domaines après avoir pris part au soulèvement jacobite de 1715, bien que Panmure soit passé à ses proches, les comtes de Dalhousie. En 1852-1855, la maison est agrandie à l'instigation de Fox Maule, par l'architecte David Bryce dans le style baronnial écossais.
Dans ce qui est appelé "l'un des plus grands actes de vandalisme officiellement sanctionné de ce type en Écosse" Panmure House est réquisitionnée par l'armée pendant la Seconde Guerre mondiale et fortement vandalisée, elle est ensuite délibérément incendiée et ses vestiges démolis en décembre 1955. Le témoignage de Panmure, un monument conçu par John Henderson et érigé en 1839 pour William Maule, 1er baron Panmure, reste sur le domaine, tout comme une écurie.
L'acteur Alan Cumming, a grandi sur le domaine de Panmure, où son père est forestier en chef.